# Acronictinae
Acronictinae là một phân họ lớn bao gồm các loài bướm đêm thuộc họ Noctuidae.

## Các chi
| - Acronicta - Agriopodes - Agrotisia - Akoniodes - Aleptina - Aleptinoides - Alika - Amefrontia - Amiana - Amolita - Amphia - Amphidrina - Amphilita - Amphipoea - Anamecia - Anathetis - Ancara - Andobana - Androlymnia - Andropolia - Anedhella - Anereuthinula - Annaphila - Anorthodes - Antachara - Antha - Anthodes - Anthracia | - Anycteola - Apaustis - Apocalymnia - Apsaranycta - Apsarasa - Araea - Arboricornus - Archanara - Arcilasisa - Arenostola - Argyrhoda - Argyrospila - Argyrosticta - Ariathisa - Aseptis - Athetis - Atrachea - Atrephes - Atypha - Aucha - Auchecranon - Auchmis - Austrazenia - Axenus - Azenia - Bistica - Bryophilina | - Calymniodes - Chalcoecia - Chytonidia - Conicophoria - Craniophora - Diphtherocome - Eremobina - Eulonche - Gerbathodes - Harrisimemna - Hoplolythra - Libyphaenis - Licha - Lophonycta - Lucasidia - Madeuplexia - Merolonche - Nacna - Narcotica - Ommatostolidea - Polygrammate - Pumora - Simyra - Subleuconycta - Thalatha - Uniramodes - Victrix |